# Megen
Megen is een stad in de gemeente Oss, in de Nederlandse provincie Noord-Brabant. Het kent ongeveer 1.720 inwoners en wordt vaak ook geduid als dorp. Megen ligt aan de Maas tegenover de Gelderse plaatsen Maasbommel en Appeltern, waarmee het door veerdiensten is verbonden. Megen is een historische plaats die lange tijd de facto een zelfstandig graafschap was. Het heeft uit die tijd twee kloosters (een van de franciscanen en een van de clarissen), de gevangentoren en een middeleeuws stratenpatroon behouden.

## Toponymie
De plaatsnaam 'Megen' is waarschijnlijk afgeleid van het Romaanse woord "Magus", wat veld, plaats of stad betekent. Het zou echter ook van het Keltische woord Magos kunnen komen, wat 'doorwaadbare plaats' betekent.

## Geschiedenis

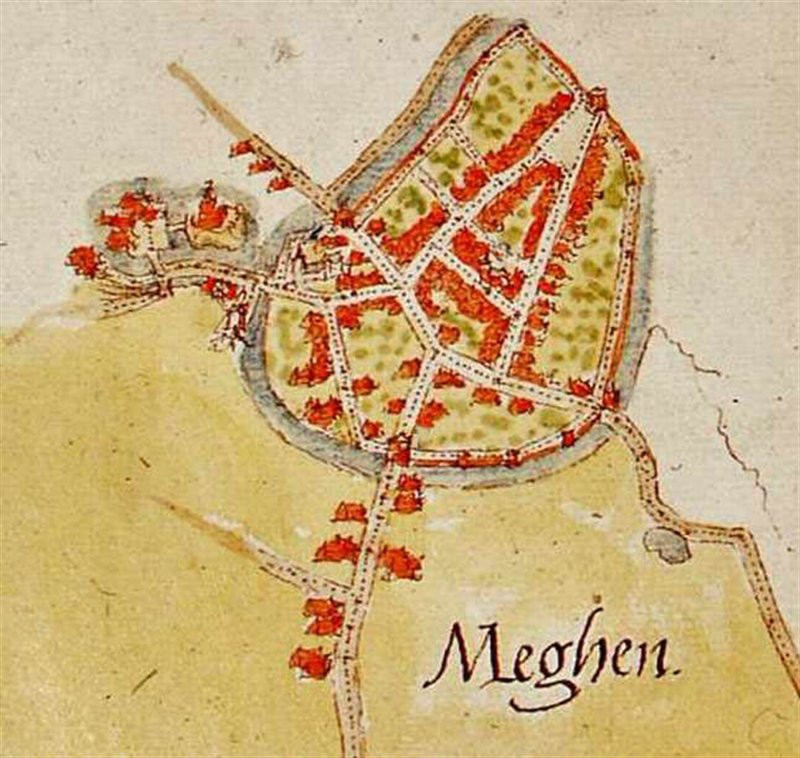
Megen in 1558, door Jacob van Deventer

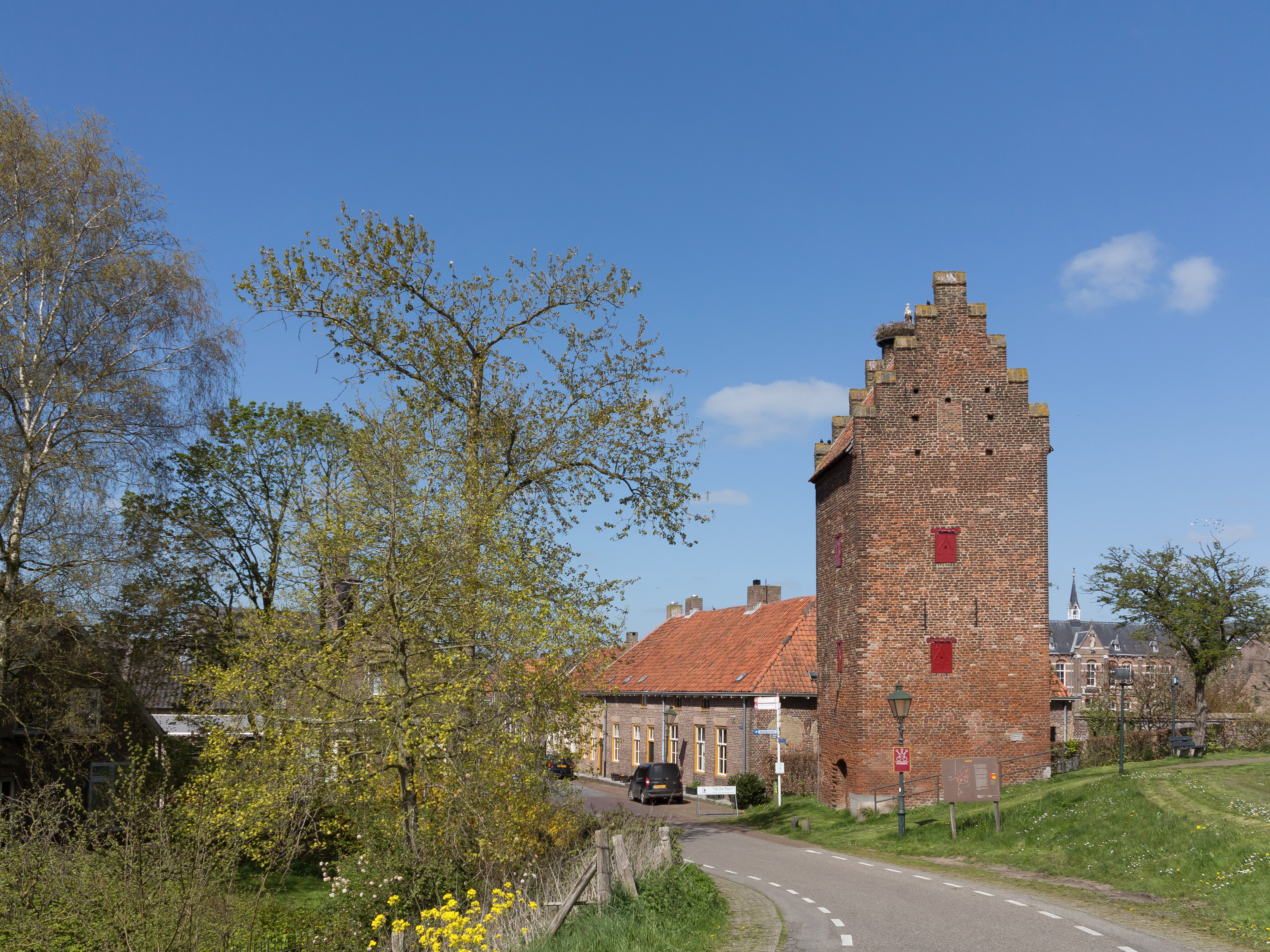
Gevangenpoort te Megen

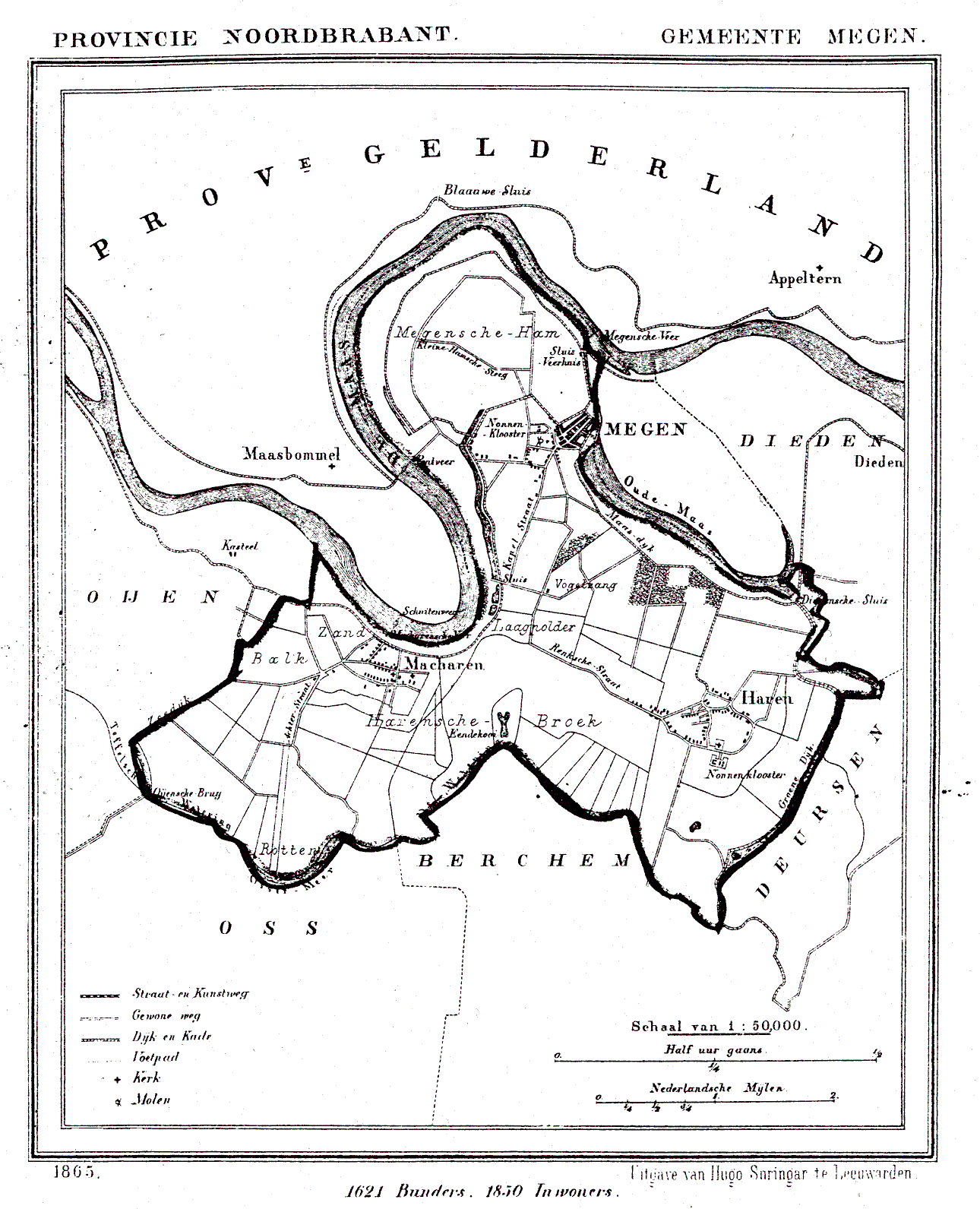
Megen in 1865

Vanaf 2000 v. Chr. is het gebied rond de Maas bewoond geweest. De Kelten (geen Germanen) vestigden zich op de zandkoppen en oeverwallen, in de buurt van de vruchtbare rivierklei. Ook de Romeinen hebben een tijdje in Megen en omliggende streken vertoefd.
Megen was de hoofdplaats van het graafschap Megen en werd als Meginum voor het eerst genoemd in 721. Het stadje lag op een landtong die aan drie zijden door de meanderende Maas werd omgeven. Megen kreeg in 1357 stadsrechten.
Het kasteel vindt zijn oorsprong in een 12e-eeuwse versterkte plaats. Vanaf 1145 voerden de heren de titel: "Graaf van Megen". Het stadje ontstond ten oosten van het kasteel. In 1357 kreeg Megen stadsrechten en in 1386 werd de stad versterkt door Jan van Megen. Er kwamen stenen muren en torens, en vier stadspoorten. Het in deze tijden ontstane regelmatige stratenpatroon is bewaard gebleven.
In 1437 telde het stadje ruim 600 inwoners, een aantal dat zeer langzaam opliep tot 900 in 1805. Vooral in de 16e eeuw werd Megen door branden en oorlogen geteisterd. Dit gebeurde in 1507, 1512, 1528, 1573 en 1581. In 1573 werd de Sint-Servatiuskerk verwoest en op 6 januari 1581 het kasteel, waar Spaanse soldaten waren ingekwartierd. Een paar weken later, op 15 februari, vielen Staatse troepen binnen, die het stadje in brand staken. Op 25 juli kwamen ze terug en wat er nog overeind stond, ging alsnog in de hens.
In dat jaar werd ook de stadsmuur ontmanteld waarvan alleen de Gevangenpoort bleef bestaan.
Megen was een plaats waar een aantal kloosters ontstonden. In 1645 vestigden zich de minderbroeders in Megen en dezen begonnen een Latijnse school die zich later tot het Sint-Antoniusgymnasium zou ontwikkelen. Van 1720-1723 werd een Clarissenklooster gebouwd op de ruïnes van het voormalige kasteel. Beide kloosterorden werden ten tijde van de Republiek der Nederlanden verdreven uit de nabijgelegen meierij van 's-Hertogenbosch. In het graafschap Megen heerste echter godsdienstvrijheid.
In 1795, toen het Frans werd,  werd tevens de burgerlijke stand ingevoerd wat elders in Nederland pas in 1811 gebeurde. Op 5 januari 1800 werd het door Frankrijk bij het verdrag van Parijs verkocht aan de Bataafse Republiek; pas toen werd Megen weer onderdeel van Brabant en Nederland. Daarna werd ook Megen onderdeel van het Koninkrijk Holland van 1806 tot 1810, om daarna voor de tweede keer Frans gebied te worden van 1810-1813. In 1810 besloot het Franse bestuur ook dat het voormalig graafschap gesplitst zou worden in twee gemeentes: Megen, en Haren en Macharen. Teeffelen kwam bij Oijen. 
In 1814 ging Megen met de rest van Nederland op in het Koninkrijk der Nederlanden en in 1820 werden de twee gemeentes bij elkaar gevoegd tot Megen c.a. (cum annexis, 'wat erbij hoort'). Deze gemeente zou tot 1994 blijven bestaan.
Sinds de annexatie door de gemeente Oss in 1994 is er een dorpsraad die zich actief voor de drie kernen Megen, Haren en Macharen inzet.

## Bezienswaardigheden

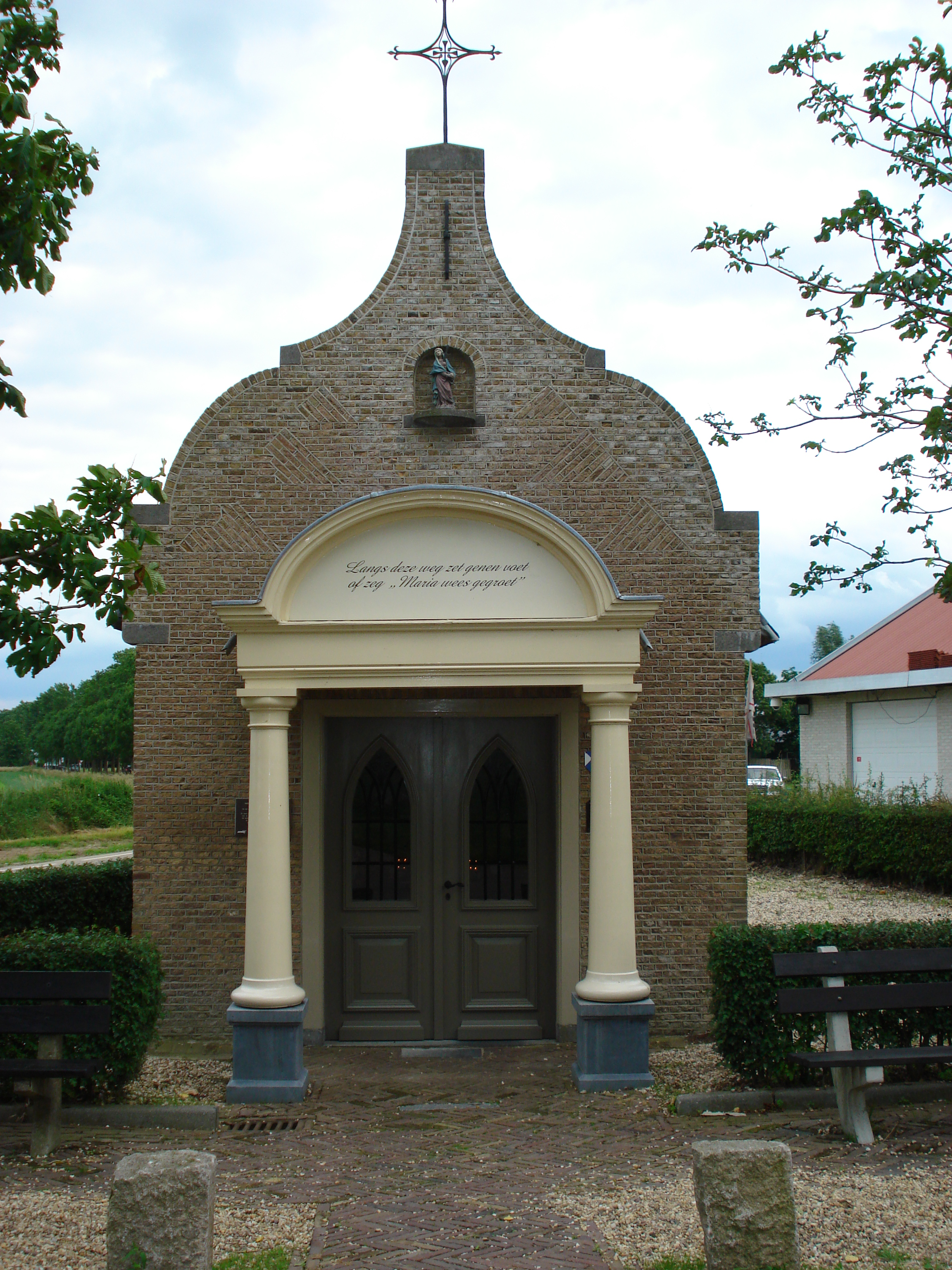
Kapel van O.L.V. van Zeven Weeën

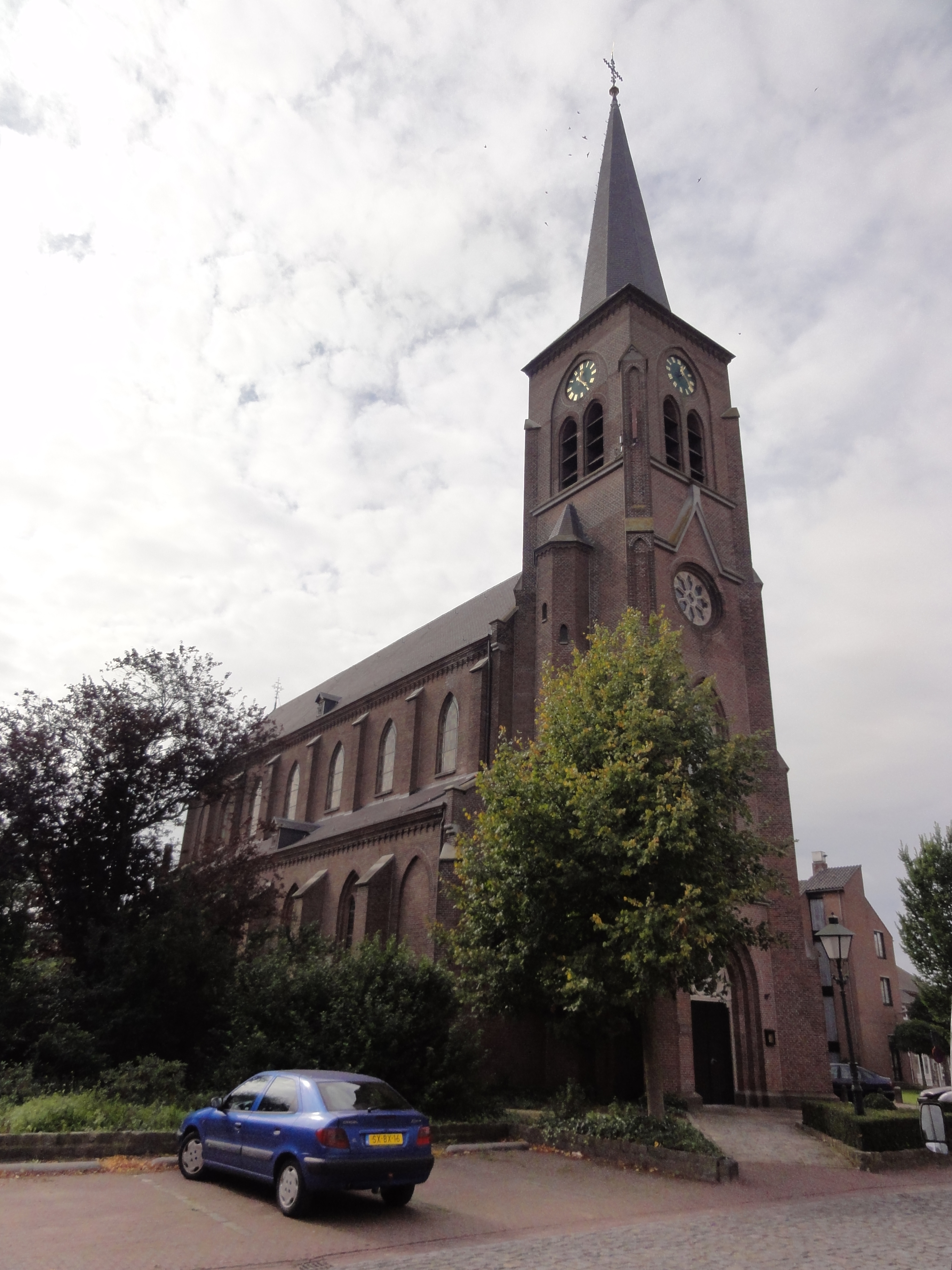
Sint-Servatiuskerk

Het stadje bezit nog het authentieke stratenplan voorzien van een plaveisel van kinderkopjes, met oude woonhuizen. Megen heeft daarmee een beschermd dorpsgezicht.
- De Kapel Onze Lieve Vrouw van Zeven Weeën, aan de weg naar Macharen (Megense Dijk) is een driezijdig gesloten kapelletje uit 1735 met een ingezwenkte halsgevel en een zuilenportiek. In de nis boven het portiek bevindt zich een kopie van het beeld van Onze Lieve Vrouw van Zeven Smarten dat Walter Pompe in 1736 vervaardigde. De kapel bezit een (kopie van) een 16e-eeuws Mariabeeld. De originelen bevinden zich in de kerk te Megen. Aan de kapel was een beneficie verbonden.
- Ronde stenen stellingmolen Désiré, uit 1865
- De Gevangenpoort, het enige overblijfsel van de 14e-eeuwse versterkingen, bestaande uit een vierkante toren met zadeldak tussen trapgevels, gerestaureerd in 1924
- Minderbroedersklooster, uit 1645
- Clarissenklooster Sint-Josephsberg, uit 1723
- Standbeeld van graaf Karel van Brimeu (Latijn: Carolus de Brimeu) (1524-1572), ridder in de Orde van het Gulden Vlies
- De Sint-Servatiuskerk, een driebeukige neogotische basiliek uit 1872, ontworpen door de Bossche architect H.C. Dobbe

## Natuur en landschap
Megen ligt aan de Maas. De vroegere ligging op een door de Maas omgeven landtong is nog goed te zien aan de kronkelwaarden die de plaats in het westen (De Waarden) en in het oosten (Diedense Uiterdijk) omgeven. Aan de Gelderse zijde is een in 1938 afgesneden meanderbocht te vinden die de Megense Ham heette maar die tegenwoordig tot de Gelderse West Maas en Waal behoort en een door zandwinning ontstaan plassengebied is, De Gouden Ham geheten.
Dominant in het landschap is het 135 meter hoge Zendstation Megen dat in 1980 ten zuiden van de Diedense Uiterdijk is gebouwd.

## Verfilming Oorlogswinter
Oorlogswinter, de verfilming van het gelijknamige boek van Jan Terlouw, is in 2008 gedeeltelijk opgenomen in Megen.

## Nabijgelegen kernen
Maasbommel (via pontveer), Appeltern (via pontveer), Dieden, Haren, Macharen